# Harriersand

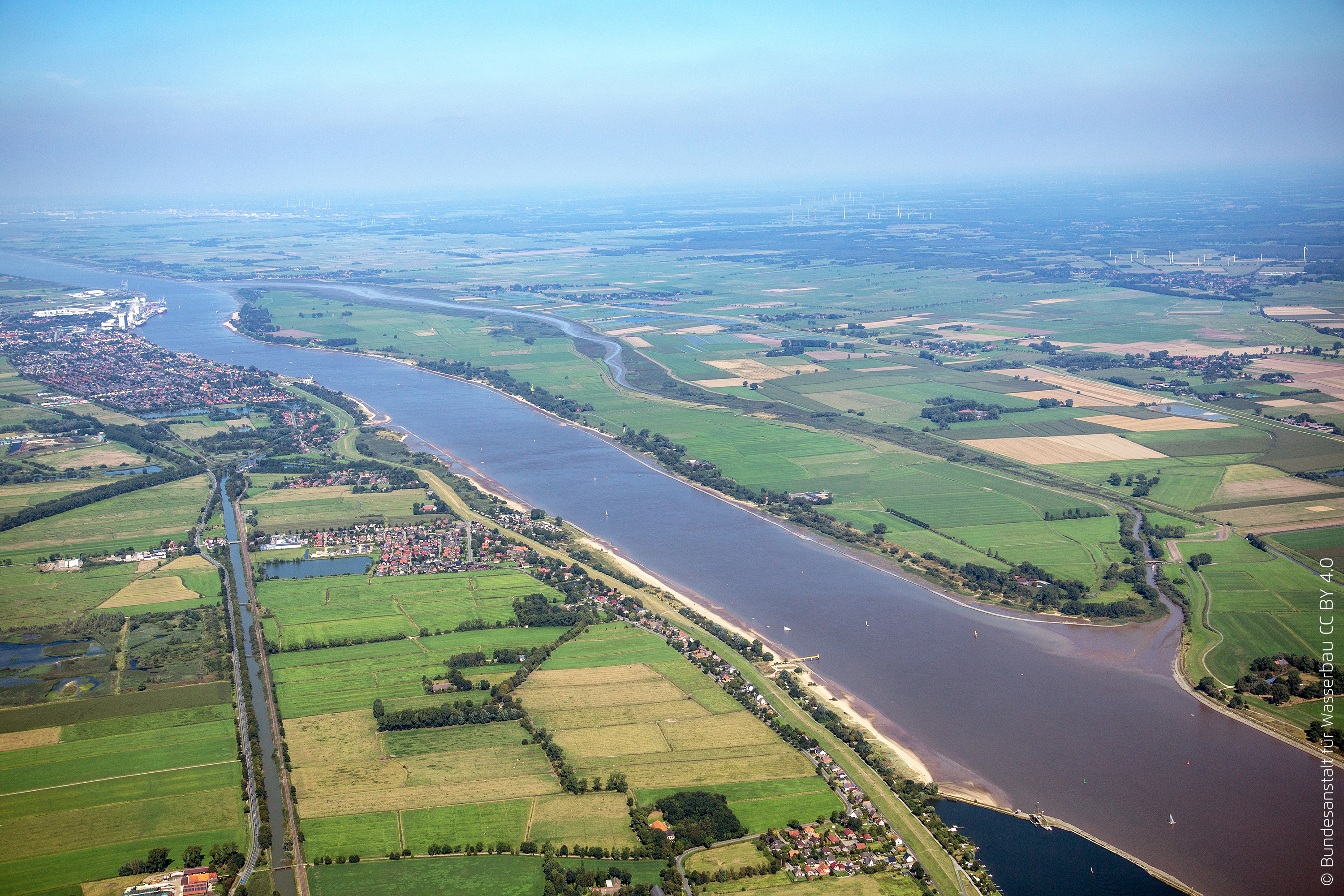
Harriersand im Luftbild, Blickrichtung Norden

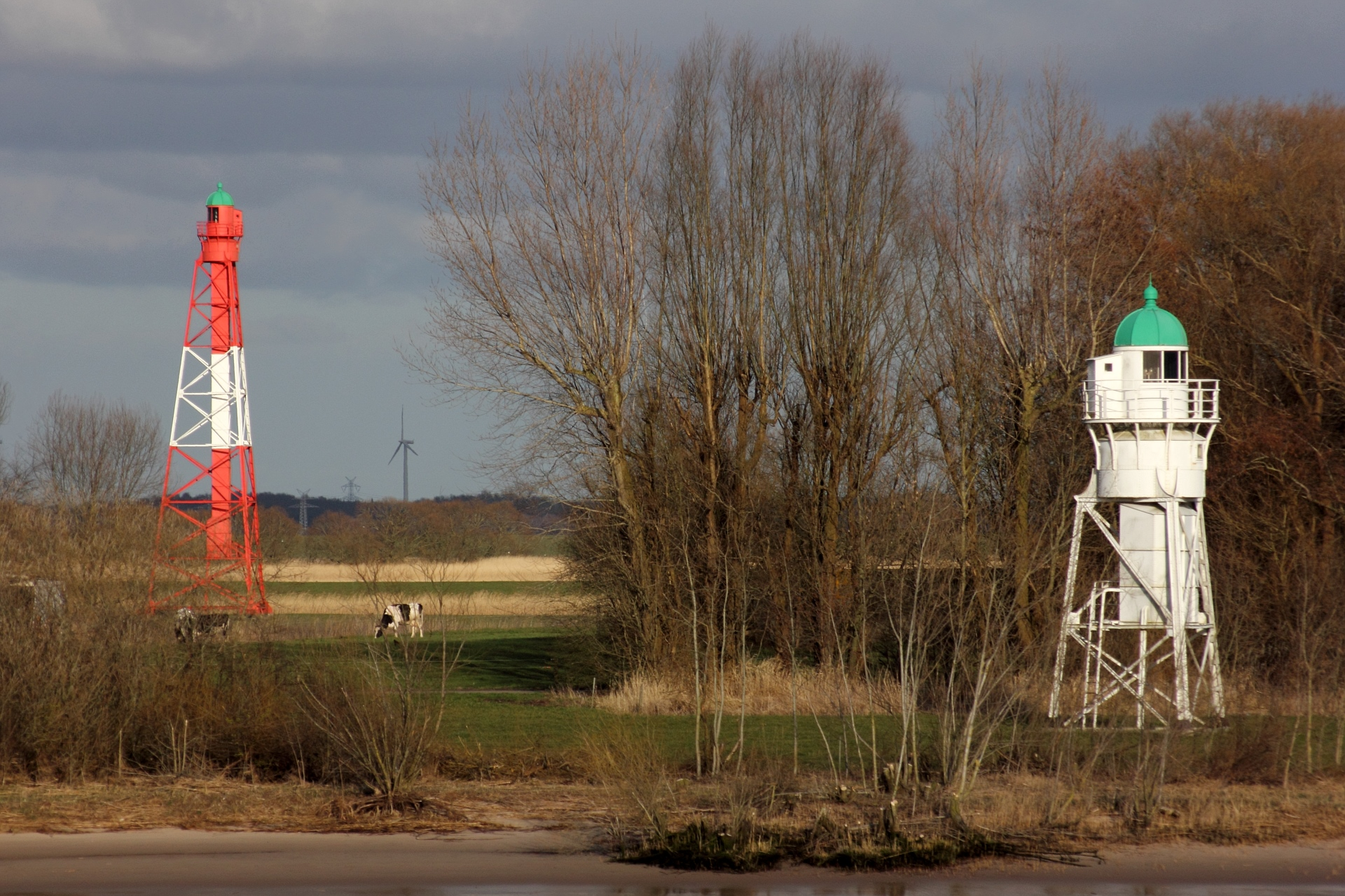
Großerpater Oberfeuer (links) und Harriersand Unterfeuer auf Harriersand

Die Flussinsel Harriersand liegt in der Unterweser zwischen Bremen und Bremerhaven gegenüber der niedersächsischen Hafenstadt Brake (Unterweser). Sie ist mit etwa elf Kilometern Länge bei einer Fläche von rund sechs Quadratkilometern eine der längsten Flussinseln in Europa.
Die Insel gehört wegen der besseren Erreichbarkeit vom Ostufer der Weser seit 1974 als Ortsteil zur niedersächsischen Gemeinde Schwanewede im Landkreis Osterholz. Vorher gehörte sie zu Brake (der heutigen Kreisstadt des Landkreises Wesermarsch). Am 30. Juni 2022 waren 68 Einwohner gemeldet.
Der Name Harriersand rührt aus der Zeit der ersten Besiedlung um 1799, nachweislich im Großherzoglichen (oldenburgischen) Brandkassenregister, und bezieht sich auf das linksweserseitige Brake-Harrien. Harriersand bestand ursprünglich aus den sieben verschiedenen Inseln: Großer Pater, Harriersand, Kleiner Pater, Nonneneck, Oster-Pater, Wester-Pater und Wilhelms Plate. Diese wurden anlässlich einer Weserkorrektur und -vertiefung von 1924 bis 1932 zu einer Insel vereinigt. Seitdem bildet der westliche Weserarm die eigentliche Weser, die im Bereich der Unterweser bis Bremen zur Seeschifffahrtsstraße ausgebaut wurde.
Der östliche Weserarm dagegen ist sehr viel schmaler und führt bei Niedrigwasser kaum Wasser. Hier bestehen Verlandungstendenzen. Dieser Bereich stand als Naturschutzgebiet Rechter Nebenarm der Weser unter Schutz und ging im Februar 2019 im neu ausgewiesenen Naturschutzgebiet „Tideweser“ auf. Der größte übrige Teil der Flussinsel ist Bestandteil des im Juli 2023 ausgewiesenen Schutzgebietskomplexes „Unterwesermarsch“.

## Nutzung
Die Insel besteht überwiegend aus Grünland und wird landwirtschaftlich genutzt. Eine weitere Rolle spielen der Tourismus und die Naherholung; so gibt es unter anderem einen Sandstrand zum Baden in der Weser und einen großen Kinderspielplatz. Außerdem wird Harriersand von Erholungssuchenden, insbesondere von Sommergästen, für Fahrradtouren und Wanderungen über die Insel und entlang des Weserstrandes (mit Aussicht auf die Hafenanlagen von Brake) genutzt. Für Übernachtungen stehen einige Ferienwohnungen, Urlaub auf dem Bauernhof und ein Campingplatz (ausschließlich zum Zelten) zur Verfügung. Außerdem befinden sich auf der Insel rund 150 Wochenendhäuser. 

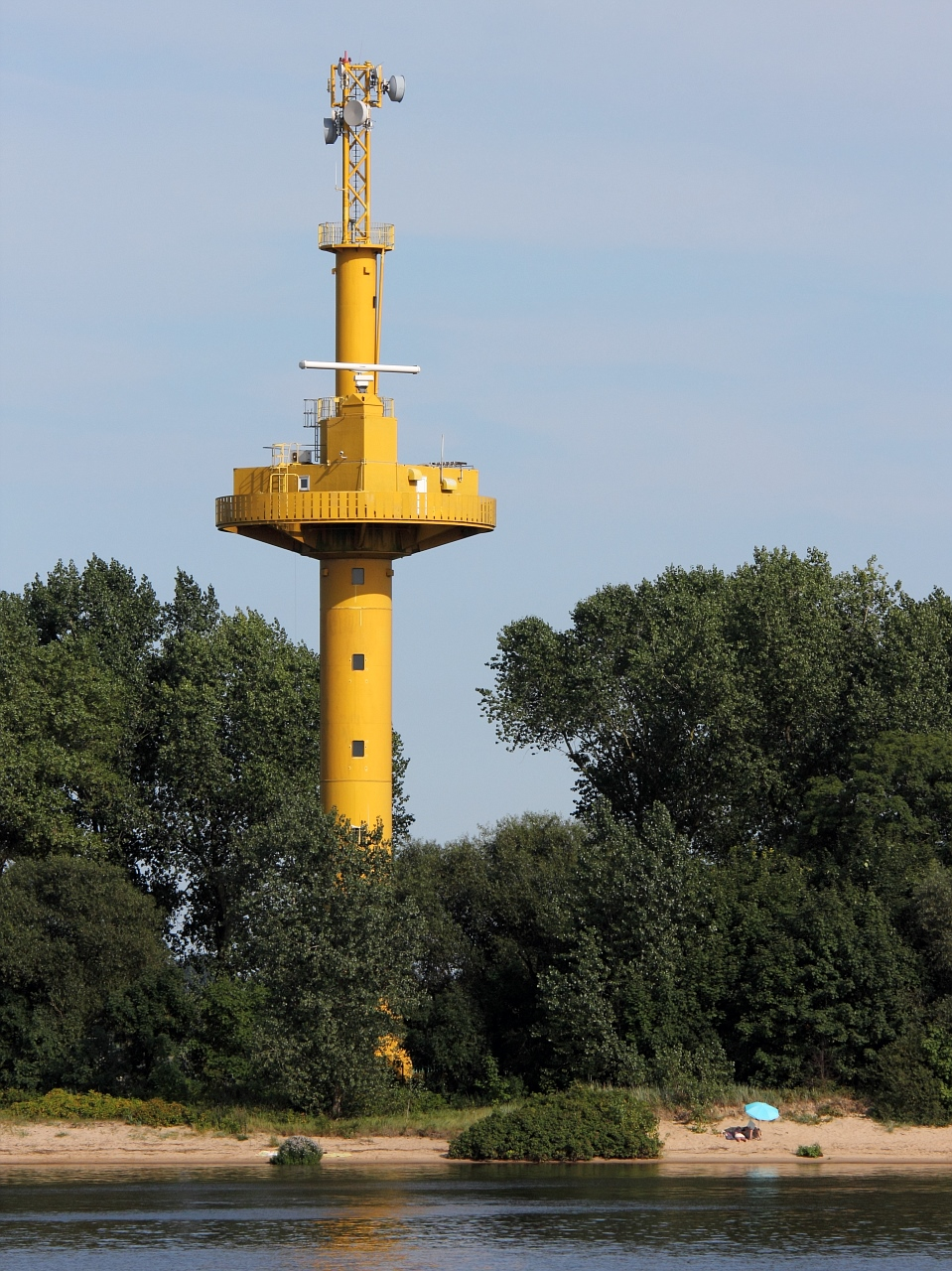
Einheitsradarturm auf Harriersand

Für die Schifffahrt auf der Weser sind auf Harriersand mehrere Richtfeuerlinien eingerichtet worden: Großerpater (weseraufwärts) sowie Osterpater und Harriersand (weserabwärts). Am Nordende der Insel markieren vier Richtbaken das Nord- und Südende der Wendestelle für Schiffe auf der Weser. Im Rahmen des Baues einer Radarkette an der Weser wurde auf Harriersand, gegenüber von Brake-Käseburg, eine Einheitsradarstation errichtet. 

## Verkehrsanbindung

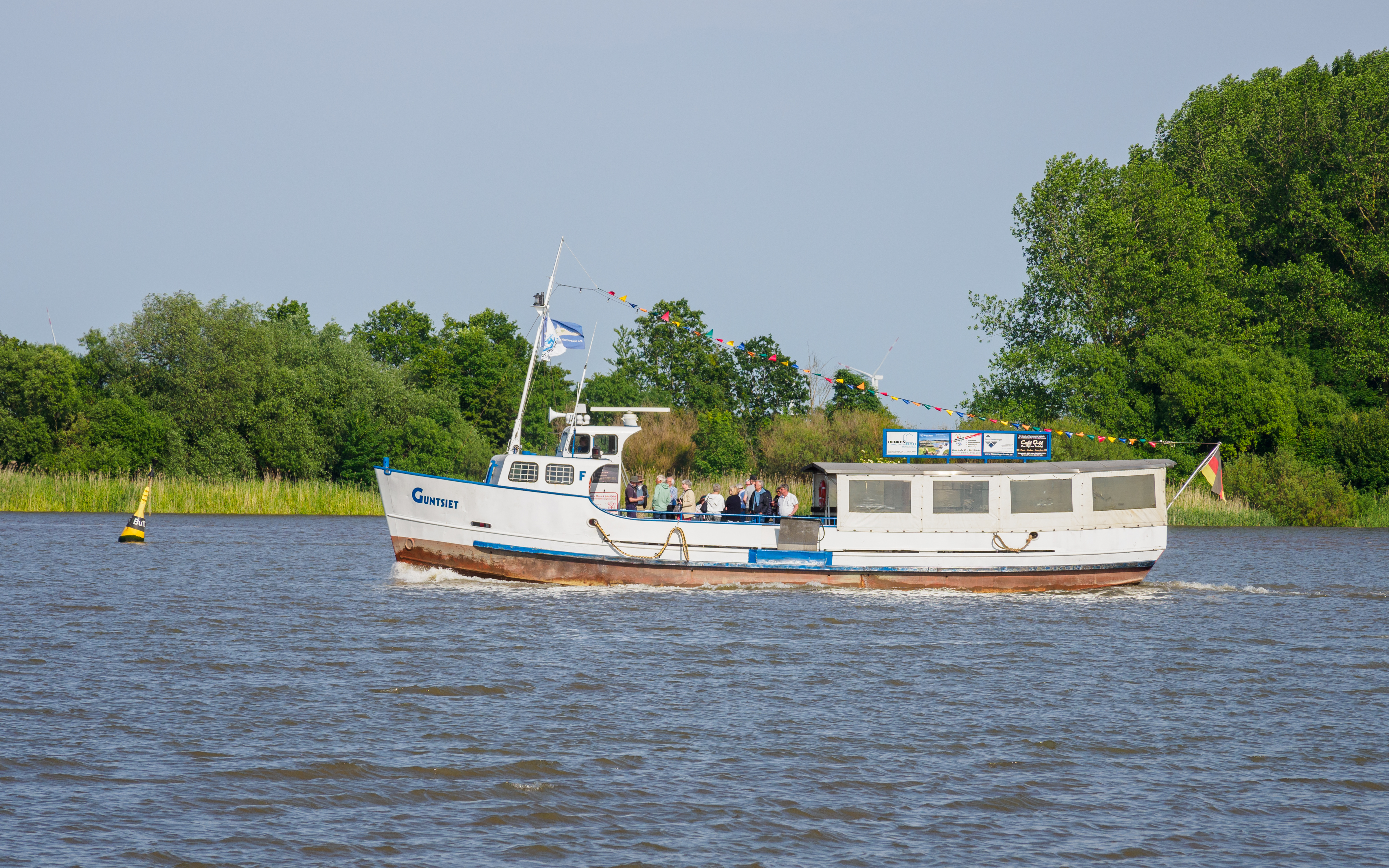
Fähre "Guntsiet" zwischen Brake und Harriersand

Von Rade aus ist Harriersand über eine den rechten, östlichen Weserarm querende Straßenbrücke zu erreichen. Von dort führt die Inselstraße in nördliche Richtung vorbei am Restaurant Strandhalle mit dem Sandstrand und dem Campingplatz bis zu einem Gehöft auf der Wilhelmsplate im Norden der Insel. Auf Höhe des Restaurants besteht für Fußgänger und Radfahrer mit dem Fährschiff Guntsiet eine Fährverbindung über die Weser nach Brake. 
Die für die Schüler der Insel eingerichtete Buslinie 643 befährt die Inselstraße auf kompletter Länge. Harriersand ist mit einem Kleinbus (Linie 643) der DB Weser-Ems Busverkehr GmbH von Mo–Sa von 6:00 bis 16:00 von Rade bzw. Neuenkirchen erreichbar.
An der Inselspitze im Norden, wo sich der schmale östliche Weserarm mit dem wesentlich breiteren westlichen Arm, der eigentlichen Weser, wieder vereinigt, existiert ein kleines Wattgebiet, das nur zu Fuß bei Niedrigwasser erreichbar ist.